# Holorusia
Holorusia är ett släkte av tvåvingar. Holorusia ingår i familjen storharkrankar.

## Dottertaxa tillHolorusia, i alfabetisk ordning[1]
- Holorusia aberrans
- Holorusia agni
- Holorusia albicostigma
- Holorusia albovittata
- Holorusia andrewsi
- Holorusia astarte
- Holorusia basiflava
- Holorusia bioculata
- Holorusia bitruncata
- Holorusia borneensis
- Holorusia bourbonica
- Holorusia brobdignagia
- Holorusia calliergon
- Holorusia carmichaeli
- Holorusia castanea
- Holorusia cerbereana
- Holorusia clavipes
- Holorusia conspicabilis
- Holorusia cressida
- Holorusia damuda
- Holorusia degeneri
- Holorusia dives
- Holorusia dohrniana
- Holorusia dorsopleuralis
- Holorusia dravidica
- Holorusia elobata
- Holorusia esakii
- Holorusia festivipennis
- Holorusia fijiensis
- Holorusia flava
- Holorusia flavoides
- Holorusia fulvipes
- Holorusia fulvolateralis
- Holorusia glebosa
- Holorusia globulicornis
- Holorusia goliath
- Holorusia hainanensis
- Holorusia hansoni
- Holorusia henana
- Holorusia herculeana
- Holorusia hespera
- Holorusia ignicaudata
- Holorusia illex
- Holorusia impictipleura
- Holorusia inclyta
- Holorusia incurvata
- Holorusia inventa
- Holorusia japvoensis
- Holorusia lacunosa
- Holorusia laticellula
- Holorusia lepida
- Holorusia leptostylus
- Holorusia liberta
- Holorusia lieftincki
- Holorusia lineaticeps
- Holorusia lombokensis
- Holorusia luteistigmata
- Holorusia majestica
- Holorusia makara
- Holorusia malayensis
- Holorusia mamare
- Holorusia mara
- Holorusia mikado
- Holorusia mitra
- Holorusia molybros
- Holorusia monochroa
- Holorusia nagana
- Holorusia nampoina
- Holorusia nigricauda
- Holorusia nigrofemorata
- Holorusia nimba
- Holorusia nirvana
- Holorusia novaeguineae
- Holorusia nudicaudata
- Holorusia ochripes
- Holorusia oosterbroeki
- Holorusia ornatithorax
- Holorusia palauensis
- Holorusia pallescens
- Holorusia pallifrons
- Holorusia pauliani
- Holorusia penumbrina
- Holorusia percontracta
- Holorusia perobtusa
- Holorusia persessilis
- Holorusia picturata
- Holorusia pluto
- Holorusia praepotens
- Holorusia punctifrons
- Holorusia punctipennis
- Holorusia quadrifasciculata
- Holorusia quathlambica
- Holorusia radama
- Holorusia rector
- Holorusia regia
- Holorusia rex
- Holorusia rogeziana
- Holorusia sakarahana
- Holorusia schlingeri
- Holorusia similis
- Holorusia simplicitarsis
- Holorusia siva
- Holorusia sordidithorax
- Holorusia striaticeps
- Holorusia sufflava
- Holorusia umbrina
- Holorusia walkeriana
- Holorusia vanewrighti
- Holorusia viettei
- Holorusia vinsoniana
- Holorusia vishnu
- Holorusia yama